# Kristo Kollo
Kristo Kollo est un joueur estonien de volley-ball né le 17 janvier 1990. Il joue au poste de réceptionneur-attaquant.

## Palmarès

### En club
Ligue Schenker:
- 2012, 2015, 2021
- 2008, 2009, 2010, 2014

Championnat d'Estonie:
- 2012, 2014
- 2008, 2009, 2011, 2015
- 2010, 2021

Coupe d'Estonie:
- 2008, 2021
- 2008, 2012, 2014

Championnat de Suisse:
- 2017

Championnat de Roumanie:
- 2020

Supercoupe de Roumanie:
- 2019

### En sélection
Ligue européenne:
- 2018

Challenger Cup:
- 2018